# Modersmål
Modersmål eller förstaspråk (L1) är det språk som en person först lär sig tala som litet barn. En person kan ha flera modersmål om hon eller han lärt sig flera språk samtidigt, till exempel genom att ha föräldrar som talar olika språk, se flerspråkighet.
När personen lär sig ytterligare språk efter att modersmålet har etablerats, så klassificeras det som ett andraspråk eller främmande språk. Ett andraspråk lärs in i den miljö där språket talas, till exempel vid invandring eller i ett mångspråkigt samhälle, medan ett främmande språk inte lärs in i den miljö där språket talas, och syftet med att lära sig språket är inte nödvändigtvis att kunna leva i samhällen där språket talas (skolspråk). 
Den 21 februari varje år är det den officiella Internationella modersmålsdagen, inrättad av Unesco 1999 men först firad året efter.